# Pantordanos (Sohn des Kleandros)
Pantordanos (altgriechisch Παντόρδανος), Sohn des Kleandros, war ein makedonischer Reitergeneral und Gefährte (hetairos) Alexanders des Großen im 4. vorchristlichen Jahrhundert.
Pantordanos führte während des Asienfeldzuges in der Schlacht bei Issos 333 v. Chr. als ilarchos die sogenannte leugaische Schwadron der Hetairenreiterei an, die vermutlich aus dem Umland von Pydna rekrutiert wurde. Zusammen mit Peroidas ist er der einzige Schwadronenführer, der bei Issos namentlich genannt wird. Ihre beiden Schwadronen wurden kurz vor Beginn der Schlacht vom linken auf den rechten Flügel umgruppiert.
Sowohl Pantordanos als auch Periodas werden nach Issos nicht mehr erwähnt. Weil bei Gaugamela 331 v. Chr. alle acht Schwadronen der Hetairenreiterei mit anderen Offizieren besetzt waren, wird angenommen, dass beide bei Issos gefallen sind.